# Anca Măroiuová
Anca Măroiuová rozená Anca Băcioiuová (* 5. srpna 1983 Craiova, Rumunsko) je bývalá rumunská sportovní šermířka, která se specializovala na šerm kordem. Rumunsko reprezentovala v prvním a druhém desetiletí jednadvacátého století. Na olympijských hrách startovala v roce 2012 v soutěži jednotlivkyň a družstev. V soutěži jednotlivkyň postoupila na olympijských hrách 2012 do čtvrtfinále. V roce 2011 obsadila třetí místo na mistrovství světa v soutěži jednotlivkyň a v roce 2012 druhé místo na mistrovství Evropy. S rumunským družstvem kordistek vybojovala dva tituly mistryň světa (2010, 2011) a tři tituly mistryň Evropy (2006, 2009, 2011).